# I Am Yours
I Am Yours – singiel austriackiego zespołu muzycznego The Makemakes napisany przez członków formacji we współpracy z Paulem Estrelą oraz producentem Jimmym Harrym, nagrany i wydany w 2015 roku.
Utwór reprezentował Austrię podczas 60. Konkursu Piosenki Eurowizji w 2015 roku.

## Historia utworu

### Tło, nagrywanie
Utwór został napisany przez członków zespołu – wokalistę Dominica Muhrera, perkusistę Floriana Meindla i basistę Markusa Christa – wspólnie z Paulem Estrelą oraz producentem Jimmym Harrym, który ma na swoim koncie współpracę z takimi wykonawcami, jak m.in. Madonna, Pink, Ed Sheeran czy Carlos Santana. W rozmowie dla portalu Eurowizja.org Muhrer przyznał, że „przesłaniem utworu jest przyjaźń, czyli coś bardzo ważnego, przez co możesz przejść z najbliższymi. Nie jest to piosenka o miłości, tylko o przyjaźni np. z babcią, zwierzakiem domowym czy tatą, kimkolwiek”. 

### Występy na żywo:Wer singt für Österreich?, Konkurs Piosenki Eurowizji
Na początku grudnia 2014 roku zespół The Makemakes został ogłoszony półfinalistą Wer singt für Österreich?, lokalnych eliminacji do 60. Konkursu Piosenki Eurowizji organizowanego w Wiedniu. Formacja zgłosiła się do udziału w selekcjach z dwie piosenkami: „Bang Bang” i „I Am Yours”, która zakwalifikowała się do koncertu finałowego. W rundzie finałowej, która odbyła się 13 marca 2015, utwór został zaprezentowany jako jedna z sześciu propozycji i ostatecznie zdobył największe poparcie telewidzów (78%), dzięki czemu zajął pierwsze miejsce i został numerem reprezentującym Austrię podczas 60. Konkursu Piosenki Eurowizji w 2015 roku. W ramach promocji utworu zespół wyruszył w ponad dwumiesięczną, międzynarodową trasę promocyjną razem z krajowym nadawcą Österreichischer Rundfunk, podczas której dyskutowali m.in. o 60. Konkursie Piosenki Eurowizji. W ramach trasy muzycy wystąpili m.in. w Słowenii, Rosji, Holandii i Polsce. 
23 maja utwór został przedstawiony przez zespół jako czternasty w kolejności podczas finału Konkursu Piosenki Eurowizji, w którym ostatecznie zajął ostatnie, 26. miejsce, nie zdobywając ani jednego punktu.

## Lista utworów
1. „I Am Yours” – 3:00

## Notowania na listach przebojów
| Kraj    | Lista (2015)  | Najwyższe miejsce |
| ------- | ------------- | ----------------- |
| Austria | Single Top 75 | 2                 |